# Battaglia di Spion Kop
La battaglia di Spion Kop è uno scontro militare combattuto tra il 23 e il 24 gennaio 1900 tra le truppe dell'Impero britannico e l'esercito degli stati boeri, la battaglia divenne famosa perché i boeri inflissero all'esercito britannico una umiliante sconfitta nonostante la pesante inferiorità numerica.